# Elezioni presidenziali in Benin del 2011
Le elezioni presidenziali in Benin del 2011 si tennero il 13 marzo.

## Risultati
| Candidati                           | Partiti                                           | Voti      | %     |
| ----------------------------------- | ------------------------------------------------- | --------- | ----- |
| Yayi Boni                           | Indipendente (Forze Cauri per un Benin Emergente) | 1 579 550 | 53,14 |
| Adrien Houngbédji                   | Partito del Rinnovamento Democratico              | 1 059 396 | 35,64 |
| Abdoulaye Bio-Tchané                | Indipendente                                      | 182 484   | 6,14  |
| Salifou Issa                        | Unione per la Rinascita                           | 37 219    | 1,25  |
| Christian Enock Lagnidé             | Indipendente                                      | 19 221    | 0,65  |
| François Janvier Yahouédéhou        | Indipendente                                      | 16 591    | 0,56  |
| Jean-Yves Sinzogan                  | Indipendente                                      | 13 561    | 0,46  |
| Akuavi Marie-Elise Christiana Gbèdo | Indipendente                                      | 12 017    | 0,40  |
| Victor Prudent Topanou              | Indipendente                                      | 11 516    | 0,39  |
| Késsilé Tchala Saré                 | Indipendente                                      | 9 469     | 0,32  |
| Cyr Kouagou M'po                    | Indipendente                                      | 9 285     | 0,31  |
| Antoine Dayori                      | Indipendente                                      | 8 426     | 0,28  |
| Salomon Joseph Ahissou Biokou       | Indipendente                                      | 7 893     | 0,27  |
| Joachim Dahissiho                   | Indipendente                                      | 5 817     | 0,20  |
| Totale                              | Totale                                            | 2 972 445 | 100   |